# Nordlys
Nordlys – drugi album niemiecko–norweskiej grupy folk metalowej Midnattsol. Wydany w 2008 roku przez wytwórnię Napalm Records.

## Lista utworów
Wszystkie teksty napisane przez Carmen Elise Espenæs poza piosenką „Octobre”, którą napisał Chris Hector.
1. ”Open Your Eyes” –	05:43
2. ”Skogens Lengsel” –	05:04
3. ”Northern Light” –	06:19
4. ”Konkylie” 	– 08:13
5. ”Wintertime” 	– 05:17
6. ”Race of Time” –	05:40
7. ”New Horizon” –	02:51
8. ”River of Virgin Soil” –	05:37
9. ”En Natt I Nord” 	– 05:17
10. ”Octobre” (piosenka dostępna w limitowanej wersji albumu) – 	04:42

## Wykonawcy
- Carmen Elise Espenæs – wokal
- Daniel Droste – gitara
- Chris Hector – gitara, harmonijka ustna
- Daniel Fischer – klawisze
- Birgit Öllbrunner – gitara basowa
- Chris Merzinsky – perkusja